# Флаг Воркуты
Флаг городского округа «Воркута» Республики Коми Российской Федерации. До муниципальной реформы — флаг города Воркута. Впервые поднят 26 ноября 1999 года в день празднования очередной годовщины основания города.

## Описание
«Полотнище флага состоит из шести горизонтальных полос: синей, зелёной, белой, синей, красной (цвета флагов Коми и России). У древка в белом равностороннем треугольнике изображён герб города».